# Xã Fairview, Quận Holt, Nebraska
Xã Fairview (tiếng Anh: Fairview Township) là một xã thuộc quận Holt, tiểu bang Nebraska, Hoa Kỳ. Năm 2010, dân số của xã này là 25 người.